# 长玉叶金花
长玉叶金花（学名：Mussaenda elongata），为茜草科玉叶金花属下的一个种。其种加词“elongata”意为“长的”。
现接受名为裂果金花（Schizomussaenda henryi (Hutch.) X.F.Deng & D.X.Zhang, 2008）。